# 라테라이트

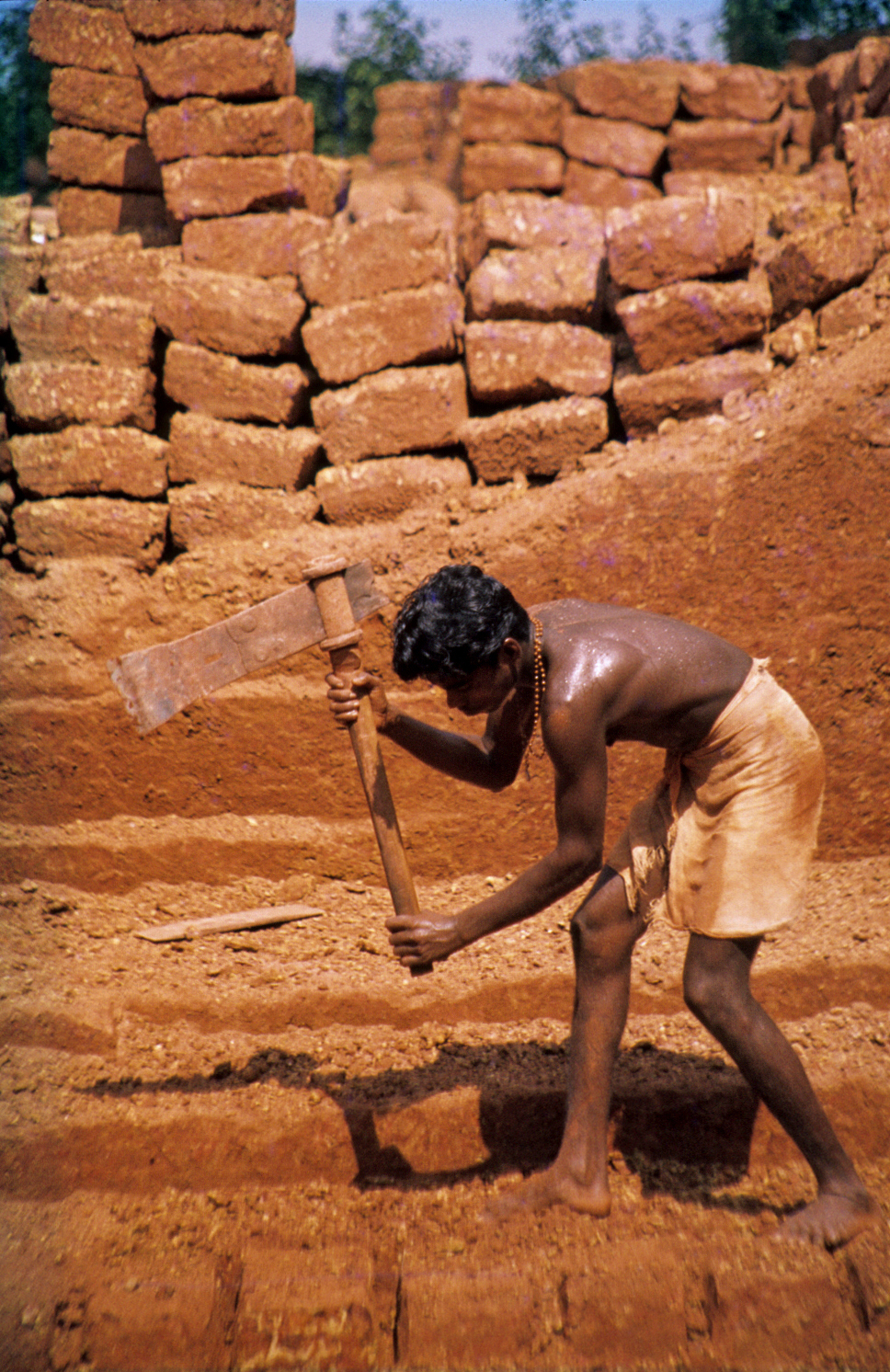
라테라이트로 벽돌을 만드는 모습.

라테라이트(laterite)는 염기와 규산이 용탈되고 남은 성분이 산화되어 형성된, 산화철과 알루미늄 등을 많이 포함한 토양층이다. 주로 열대 기후 지형 혹은 아열대 기후, 적도지방에서 토양층이 형성되며, 색깔이 붉어 홍토(紅土)라고도 불린다. 척박하므로 농업에는 불리하다.